# タイガーフィッシュ (魚雷)
タイガーフィッシュ（Mk 24 Tigerfish）魚雷は、イギリスで開発された音響誘導式重魚雷（長魚雷）。イギリス海軍においては、後継のスピアフィッシュ魚雷に更新されている。
タイガーフィッシュは、探信および受聴両用のソナーを備え、発射母体の潜水艦に接続された有線誘導用ワイヤにより遠隔操作される。有線誘導により、長距離において目標を探知した際に、即時発射（launched on-first-warning）が可能である。すなわち、潜水艦のより有力なソナーにより目標の進路と速力情報を得て、ワイヤ経由で目標情報を更新しながら、目標に接近することが出来るだけでなく、いったん発射した魚雷を別の目標に割り当てなおすことも可能となっている。典型的には、有線誘導魚雷は高速で目標へ接近し（approach speed）、攻撃の間、速力を落とし（attack speed）、自身から発生する雑音による魚雷自身の搭載センサに対する干渉を最小化する。

## 設計と開発
1950年代半ばにおけるタイガーフィッシュ開発の当初のコンセプトは、きわめて高速（55ノット/時速100キロメートル）かつ深々度に潜行でき、内燃機関により航走する魚雷というものであった。このコンセプトでは酸化剤として高圧酸素を用い、マックル有線誘導研究
（Mackle wire-guidance study dated 1952）により開発された有線システムにより誘導されることになっていた。有線システムは、魚雷を発射した潜水艦のソナーからデータを送信され、1950年代半ばに放棄されたペンテイン魚雷計画（UK PENTANE torpedo project）で開発された自律型の探信/受聴ソナーを使用した。
この開発計画は、当時、ロンドン地下鉄の終着駅であったオンガー駅にちなみ、オンガー計画と称していた。開発に当たった技術者たちは、この魚雷は「魚雷開発の終わり」となるほど先進的なものとなると確信していた。
開発計画は1950年代後半に深刻な問題に直面した。というのも、当初のコンセプトの実現に必要な技術はあまりにも先進的に過ぎ、1969年就役という目標に間に合わせることができなかったからである。加えて、魚雷試験施設（en:Torpedo Experimental Establishment、スコットランド・グリーノック）が1959年に閉鎖され、そのスタッフがポートランド（ドーセット州）に移されたことにより、開発の進行が分裂してしまった。結果、1960年代初めの広範な計画の見直しにより、1969年就役が達成できると現実的に予測しうるように、要求性能諸元の大幅な引き下げが行われた。
推進機関は内燃機関から銀亜鉛電池を動力源とする電気モーターに変更された。これにより、計画上の速力は55ノットから24ノット（時速100キロメートルから44キロメートル）に引き下げられ、最終攻撃局面における短時間の速力は35ノット（同64キロメートル）とされた。誘導システムは単純化され、（Mod 0を除き）水上船舶攻撃の能力を与えられた。有線誘導システムのみは、概ね変更されなかった。これはより早い時期に運用が開始されたMk 23魚雷と同じである。
魚雷の圧壊深度300メートル（1000フィート）という当初の要求は、原子力潜水艦の深深度潜行能力の急速な進歩によって不十分なものとなっており、要求深度は徐々に490メートル（1600フィート）、そして660メートル（2000フィート）にまで増大した。しかし、タイガーフィッシュは、これらの要求を満たすことは出来ず、達成しえた最善のものでも、深度350メートル（1150フィート）、後に440メートル（1450フィート）に留まった。

## 運用実績
初期のモデルは信頼性が低く、Mod 0の対潜水艦モデルは、その40パーセントしか、設計された通りに稼動しなかった。タイガーフィッシュは遠隔操作システムに大きく頼っていたが、発射後に沈降しがちであったため、誘導ワイヤを損傷させかねなかった。Mod 0は、1979年の艦隊における導入トライアルに失敗したが、それにもかかわらず1980年には艦隊に配備された。Mod 1 DP（dual purpose）対潜水艦・対水上艦船両用モデルもまた、再設計版のMod 2が1978年の洋上トライアルを通過し翌年には配備されたにもかかわらず、問題を経験した。1982年のフォークランド紛争において原子力潜水艦コンカラー（HMS Conqueror, S48）がアルゼンチン海軍の巡洋艦ヘネラル・ベルグラノを撃沈した際、コンカラーは、タイガーフィッシュを搭載していたにもかかわらず、50年物の旧式だが信頼のおけるMk8魚雷を使用した。同紛争後に行われたテストでは、標的船に発射されたタイガーフィッシュ5発中2発が全く機能せず、他の3発も標的に命中しなかった。
長距離において深々度を高速で移動する標的に対処する信頼性ある装備を切望するイギリス海軍の努力は、タイガーフィッシュに核弾頭を装備させるプロジェクトに帰結した。核弾頭の装備により、タイガーフィッシュの貧弱な潜行能力と誘導性能を差し引きにし、撃破確率を90パーセント近くまで引き上げようとしたのである。1969年半ばには他にも様々な施策が提案され、それらの中には、アメリカからMk45 ASTOR 核魚雷、Mk48、ないしサブロックを購入するというもの、あるいは、非誘導かつ浅深度を航走し、射程も短いが信頼のおけるMk8魚雷に核弾頭を装着するという、イギリス潜水艦隊司令官の主導の提案もあった。潜水艦隊司令官は、Mk8魚雷にWE.177核弾頭を装備させる提案を主張した。WE.177弾頭であれば、魚雷の性能が不足であっても、「現存するイギリスのどんな潜水艦用兵器よりずっと優れている」と。しかしながら、この見方は誤解を招くものである。Mk8魚雷の射程は短く、発射した潜水艦は魚雷の核弾頭の加害範囲に入ってしまう。
1980年代初めのプレッシー社（後にマルコーニ社）によるプログラムでは、最終的に信頼性を80パーセントまで向上させたMod 2型を生産した。Mod 2型は、基本設計上達成しうる、これ以上の発展の望めない最善のものとして、イギリス海軍に受け入れられた。1987年までに600発のタイガーフィッシュがMod 2標準に改良された。
1950年代半ばの概念設計からイギリス海軍への失敗作Mod 0型の導入（1980年）まで、タイガーフィッシュの発展に伴う苦難を味わったせいで、イギリス海軍の潜水艦から水上艦船を攻撃するために巡航ミサイルを購入するという決定をくだした。

## バージョン
タイガーフィッシュには以下のバージョンがある。
- Mod 0 - 対潜水艦用。潜行深度350メートル（1150フィート）。
- Mod 1 - Mark 24 DPとも。対潜水艦および対水上艦船用。潜行深度442メートル（1450フィート）。
- Mod 1 N - 対潜水艦および対水上艦船用。潜行深度442メートル（1450フィート）。核弾頭バージョン。紙上研究のみ。
- Mod 2 - 対潜水艦および対水上艦船用。潜行深度442メートル（1450フィート）。マルコーニ社によるアップグレード[8]。

1990年、チリのカルデオン（Cardoen）社は、チリ、ブラジルおよびヴェネズエラの海軍向けにタイガーフィッシュを製造するライセンスを認められた。イギリス海軍では、2004年2月に最後のタイガーフィッシュが解役された。